# 줄장지뱀
줄장지뱀(학명:Takydromus wolteri)은 몸 크기가 46mm이고 꼬리 길이는 몸 길의 2.5배, 몸무게는 최대 0.5kg 내외이며 주둥이 끝은 뾰족한 것이 특징이다. 몸 색깔은 올리브색 바탕에 흰색 등옆선이 있다. 먹이는 주로 곤충을 먹고 살며 저산지대 잡초가 무성한 도로나 산, 밭 등에 서식하며 도로에도 잘 나타난다. 한국, 중국에 분포하며 서식지는 야산의 나뭇잎, 흙 속, 모래 속이다. 서울시 보호 야생 생물 대상종이다.

## 대한민국의 장지뱀류
- 표범장지뱀
- 줄장지뱀
- 아무르장지뱀